# Roser Melendres i Mata del Racó
Roser Melendres i Mata del Racó (Barcelona, 11 d'abril de 1937 - Barcelona, 16 de gener de 2022) fou una periodista catalana.
El 2006 se li va concedir la medalla d'or del FAD (Foment de les Arts i del Disseny).
Ja finalitzada la guerra, assistí a l'Escola Sagrat Cor - Les Esclaves de Barcelona i completà el seus estudis de Periodisme al CIC, on entrarà en contacte amb Joaquim Triadú i Maria Rosa Ferré. Posteriorment aconseguí la homologació del títol de Periodista a la Universitat de Barcelona amb la tesina "La Revolució Rusa de 1917 vista a través de la premsa barcelonina"
La Roser escriurà: "Amb la industrialització, les famílies textils importants van ser les impulsores de l'activitat artística i cultural del país: L'Opera (Liceu), el Palau de la Música, el Parc Güell, les grans cases modernistes del Passeig de Gràcia van ser, entre d'altres, algunes de les seves obres i, actuaren també, com a mecenes de pintors, escultors, etc.. No és rar doncs que, al voltant d'aquesta industria, es donés a Barcelona un especial gust pel vestir i que en ella, emergisin grans cases d'alta costura. Son noms que han acreditat la nostra ciutat de Barcelona i que formen part del nostre patrimoni cultural: Asunció Bastida, Pedro Rodríguez, Carmen Mir, Santa Eulalia, etc."
L'any 1972 l'Ajuntament de Barcelona concedí a l'escola la Venus de Barcelona i el mateix any s'inicia un llarg camí de projecció i reconeixement internacional sense precedents guanyant el premi Saint Gallois(Suissa).
L'any 1990 es fundaren les Universitats Privades Pompeu Fabra i Ramon Llull. Degut a la crisi de fàbriques de filats i teixits, l'Escola de Disseny Tèxtil havia tancat uns anys abans, i un grup de fabricants tèxtils de Sabadell iniciaren la fundació d'ESDI. Després de moltes reunions Elisava formà part de la Pompeu Fabra i el mes de març de l'any 2000 l'Escola d'Arts i Tècniques de la Moda es va fusionar amb ESDI per estar associades a la Universitat Ramon Llull. Antoni Jaumot, fundador i Secretari de la Junta va ser nomenat Patró permanent de la fundació ESDI.

## Articles publicats
- Cataluña, vanguardia de la moda y del diseño[6]
- Toni Miró[7]